# Гривесто бодливо свинче
Гривесто бодливо свинче (Hystrix cristata), нарича се още северноафриканско гривесто бодливо свинче или гребенесто бодливо свинче, е гризач от семейство Бодливи свинчета, обитаващ северната част на Африка и Италия.

## Разпространение
Представителите на род Hystrix са предимно азиатски видове като Гривестото бодливо свинче е едното от двата вида извън Азия. Видът обитава Субсахарска Африка в широка ивица от Сенегал до Танзания, Етиопия и Еритрея, в страните от Магреб близо до атлантическото и средиземноморското крайбрежие, както и на Апенинския полуостров и остров Сицилия. Вероятно и изчезнал от Египет. Обитава райони с надморска височина до 2550 m в мароканската част на Атласките планини. За разпространението на вида в Италия се е предполагало, че вина имат римляните в древността. Разкопки обаче сочат, че гризачите от вида са обитавали Апенините и други части на Европа още в периода на Късния Плейстоцен.

## Морфологични особености
Почти цялото тяло е покрито с груба козина с тъмно кафяв или черен цвят. Задната част на тялото е покрита от големи остри игли. Те са видоизменени косми, които подредени придават на тялото вид на гребен. На дължина достигат до около 35 cm, оцветени са светли и тъмни ивици следващи една след друга по дължината. При защита иглите настръхват като придават вид на таралеж или прическа на индианец като не позволяват на хищника да достигне до меките части на тялото. Иглите са остри и лесно се откъсват от тялото като така се забиват в нападателя и могат да предизвикат инфекции. Опашката на тялото е къса и покрита с игли, които при мърдането и дрънчат подобно на детска играчка.
Гривестото бодливо свинче е най-едрият вид сред бодливите свинчета. То се нарежда и сред най-едрите гризачи на планетата след капибара и представителите на семейство Бобри. Тялото е набито с дължина до 90 cm, с дължина на опашката около 10 – 15 cm. Някои самци достигат до тегло от 27 kg, но обикновено теглото им варира между 8 и 12 kg. На върха на главата имат гребен от по-груби косми, които назад постепенно преминават в игли. Очите са кръгли и малки, ушите са също малки и едва забележими. Зъбите, и особено резците са добре развити и покрити с оранжев емайл. Краката са къси и се движи бавно. Предните крайници са с четири пръста въоръжени с добре развити нокти. Гласът му не е добре развит и при опасност издава звуци подобни на хъркане или грухтене.

## Поведение
Гривестите бодливи свинчета са нощни животни. Образуват моногамни двойки към които се движат малки от няколко поколения. Денем обитават просторни дупки под земята, които сами изкопават. Нощем излизат да се хранят като изминават големи разстояния в търсене на храна. Земни животни са и рядко се качват по дърветата. Могат да плуват.

## Хранене
Гривестото бодливо свинче е растителноядно. Храни се със зелени листа, стъбла, корени, клубени, но често в менюто му влизат и насекоми, малки гръбначни и мърша. За да осигури калций за организма гризе и кости. Животните са нощни като изминават големи разстояния в търсене на храна. Обикновено са следвани от компания от други индивиди. Храната не може напълно да се разгради в стомаха поради високото съдържание на целулоза. Ето защо тя допълнително се разгражда от микроорганизми в сляпото черво.

## Размножаване
Фактите относно размножаването на гривестите бодливи свинчета са събирани основно от представителите отглеждани в плен. Раждат един път годишно и обикновено чифтосването е през втората половина на годината. Бременността продължава 107 – 112 дни като раждат от 1 до 5 малки, обикновено по 2. Раждат в дупки в земята. Новородените са добре развити, с отворени очи и към момента на раждането си представляват около 3% от теглото на майката. Към края на първата седмица се появяват твърдите бодли, а през втората започват да се хранят с растителна храна. Близо месец след раждането си малките са напълно развити и пригодени за самостоятелен живот.

## Връзки с хората
В своите местообитания гривестото бодливо свинче често се сблъсква с хората. Той е чест гост в градините, нивите и плантациите, в които нанася сериозни вреди. Той не само гризе и изяжда плодовете, но и копае земята, което я прави трудна за следваща обработка. Защитните ограждения не винаги спасяват реколтата от набезите на гризача. Неговите големи и здрави резци му позволяват да прегризва дори метална тел. Гривестите бодливи свинчета често прегризват и маркучите на поливните системи за да се напият с вода. Това кара и населението да ги изтребва като вредители.
Месото на гризачите е вкусно. То е бяло, нежно и сочно и наподобява на заешко, но го превъзхожда по вкус. Ловът за месо е втората причина, заради която бодливите свинчета са преследвани.
Гривестите бодливи свинчета добре живеят в плен. Те бързо се приспособяват към новите условия и добре се размножават. В плен живеят около 20 години.

## Природозащитен статус
В континенталната част на Италия, плътността на популацията се увеличава и видът разширява местообитанията си на север. В Сицилия видът е също широко разпространена като в дългосрочен план се наблюдава стабилна тенденция за запазване на настоящата му численост. По-малко е известно за популациите извън Европа. В някои области има спад на числеността поради продължителното му преследване и експлоатацията на вида. В Мароко числеността намалява, през 1980-те изчезва в Египет, а от 1970-те изчезва от някои земеделски части на Уганда.